# 부탄 요리

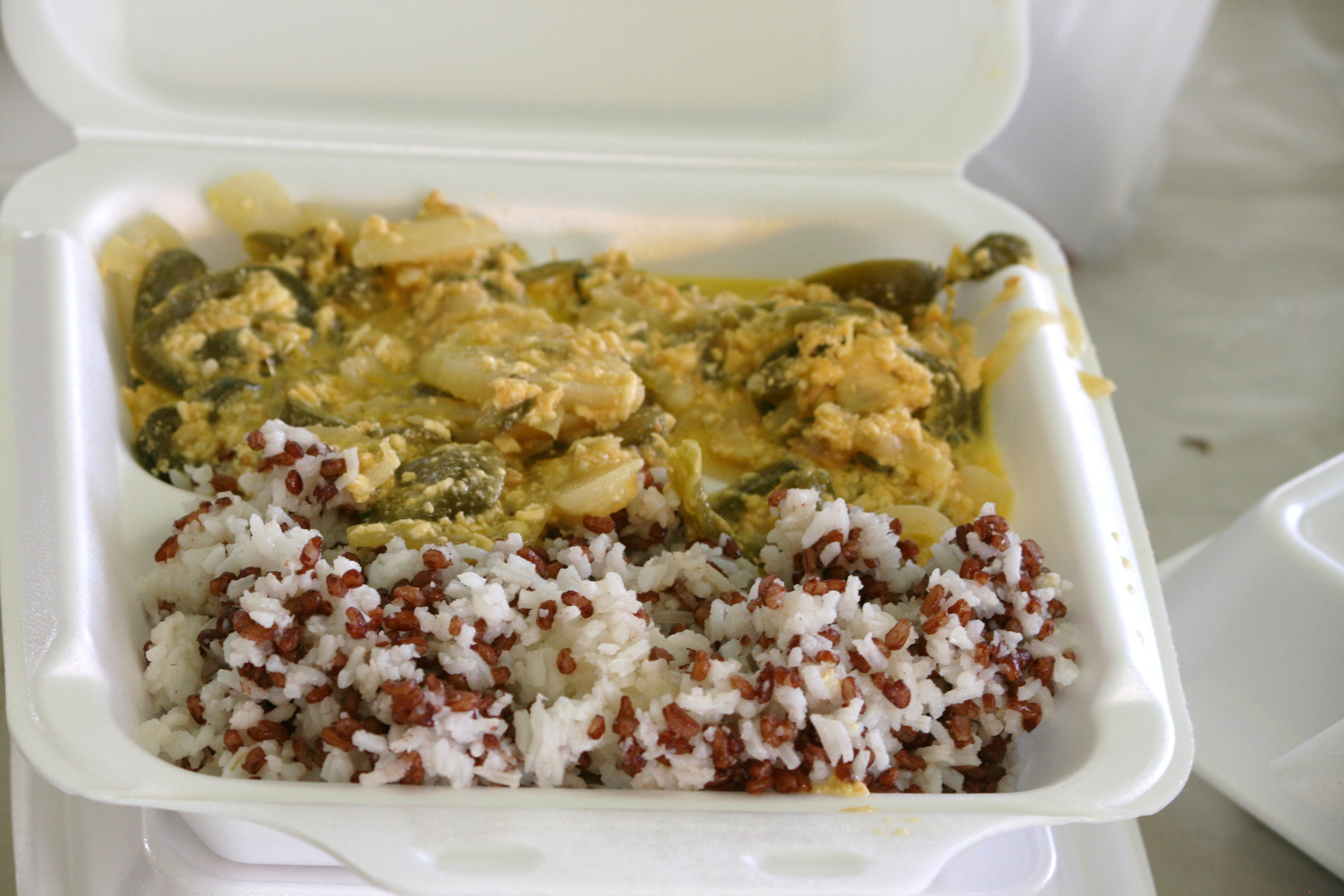
에마 다치

부탄 요리(Bhutan 料理, 종카어: འབྲུག་ཟས་ 둑 자)는 남아시아에 있는 부탄의 요리이다. 부탄홍미를 많이 사용한다. 메밀은 주로 붐탕에서 먹는다. 언덕에 있는 음식에는 닭고기, 야크고기, 쇠고기, 돼지고기, 돼지 지방, 양고기도 포함된다.

## 사진

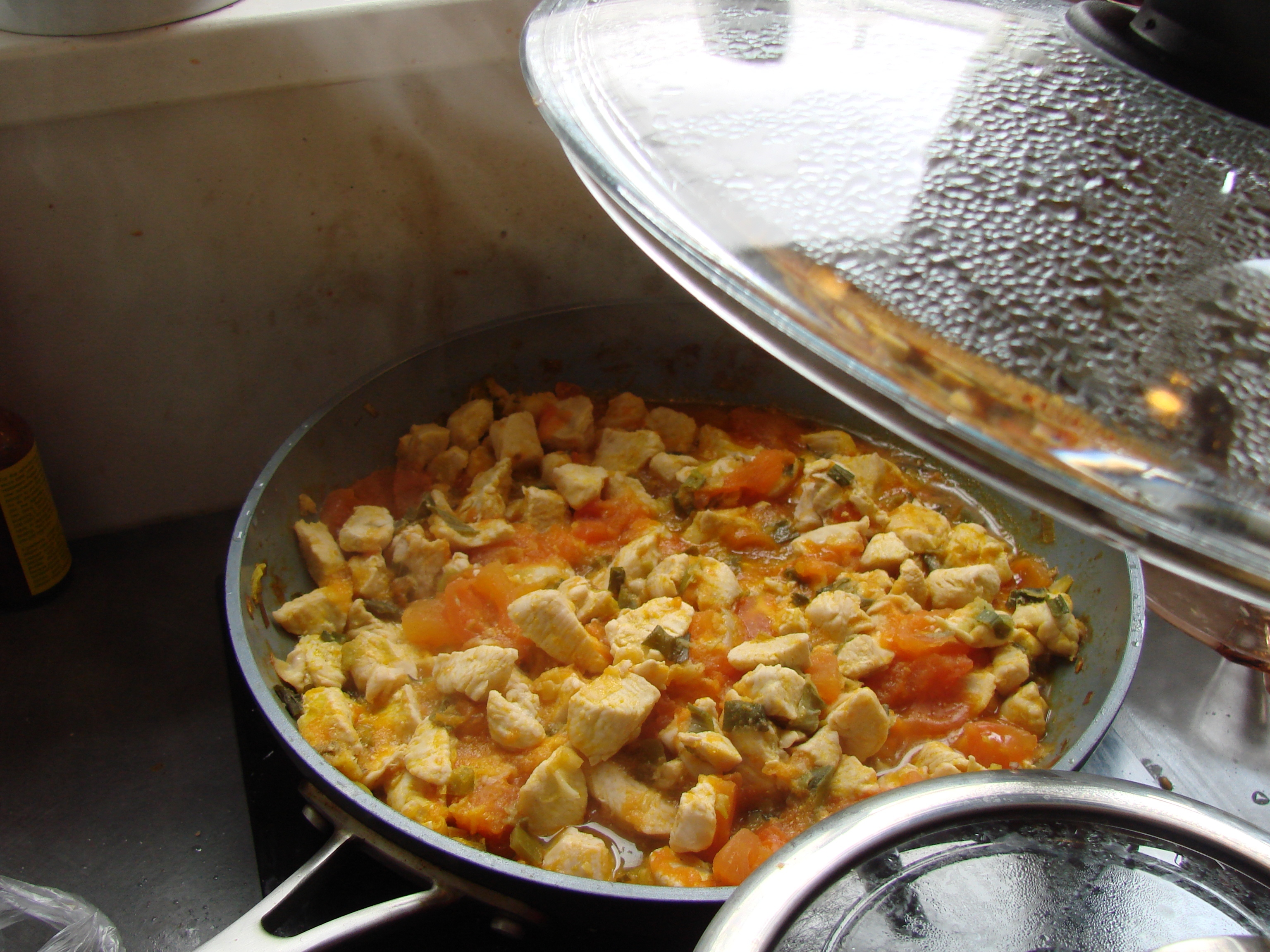
자샤 마루
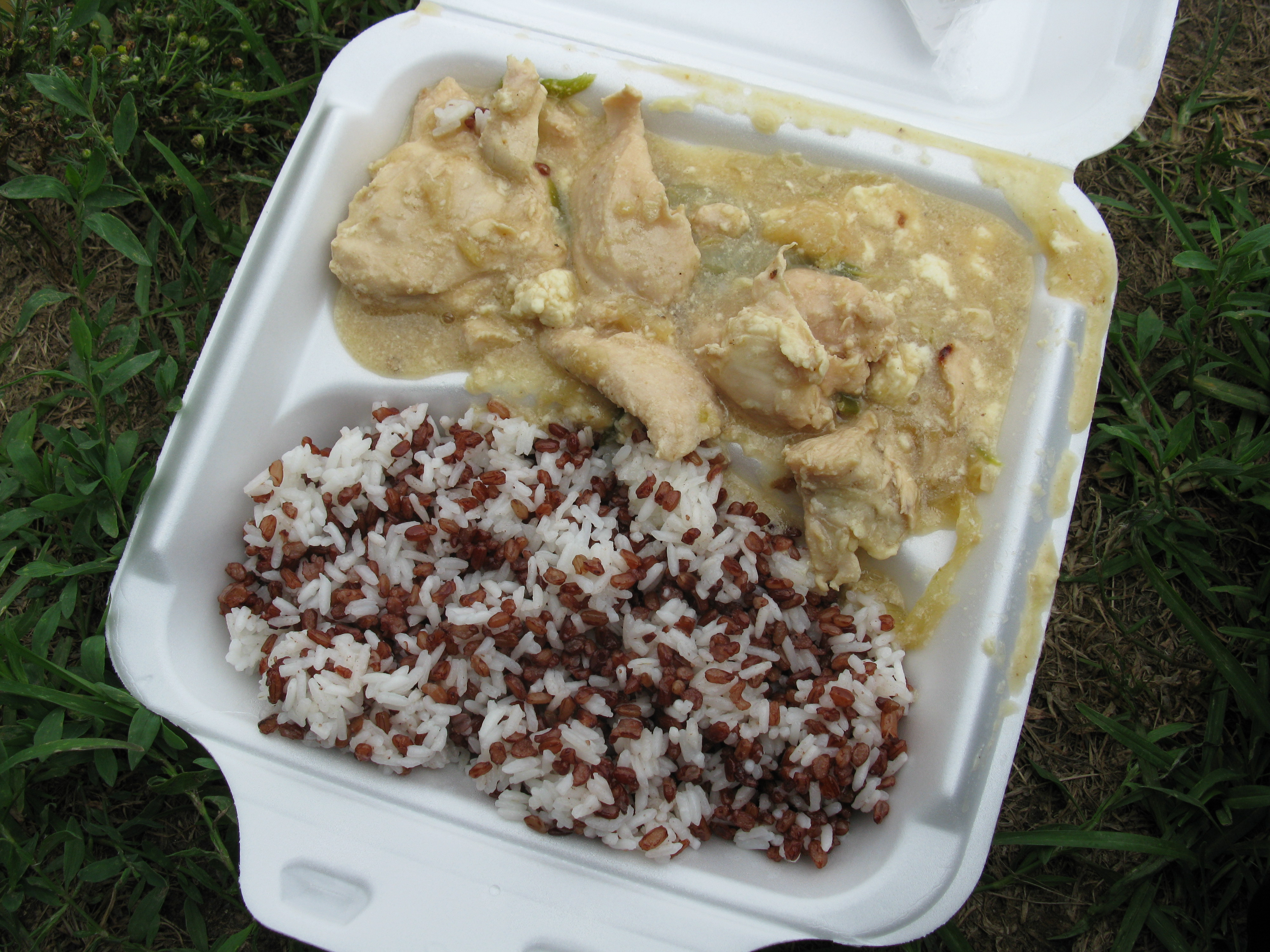
자샤 초엠
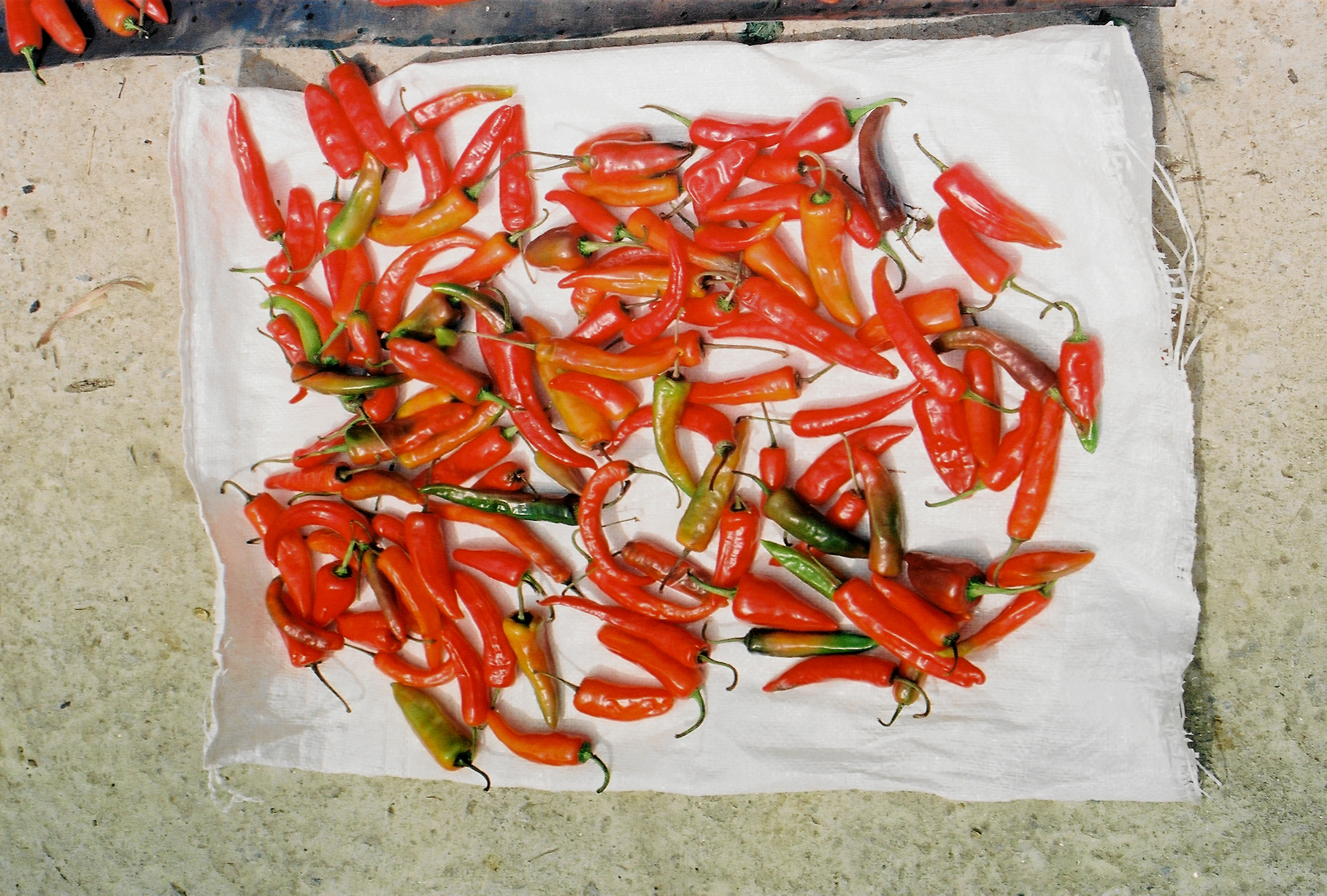

## 같이 보기
- 남아시아 요리